# Lijst van voetbalinterlands Congo-Brazzaville - Equatoriaal-Guinea
Deze lijst van voetbalinterlands is een overzicht van alle officiële voetbalwedstrijden tussen de nationale teams van Congo-Brazzaville en Equatoriaal-Guinea. De Afrikaanse landen hebben tot op heden elf keer tegen elkaar gespeeld. De eerste ontmoeting was een wedstrijd tijdens een vriendschappelijk toernooi op 13 december 1990 in Brazzaville. Het laatste duel, een kwalificatiewedstrijd voor het African Championship of Nations 2024, werd gespeeld op 29 december 2024 in de Congolese hoofdstad.

## Wedstrijden
| №  | Plaats       | Datum             | Competitie                                        | Wedstrijd                         | Uitslag |
| -- | ------------ | ----------------- | ------------------------------------------------- | --------------------------------- | ------- |
| 1  | Brazzaville  | 13 december 1990  | Vriendschappelijk                                 | Congo-Brazzaville − Equat.-Guinea | 6 − 0   |
| 2  | Libreville   | 10 november 1999  | Vriendschappelijk                                 | Congo-Brazzaville − Equat.-Guinea | 2 − 1   |
| 3  | Malabo       | 9 april 2000      | WK 2002 kwalificatie                              | Equat.-Guinea − Congo-Brazzaville | 1 − 3   |
| 4  | Pointe-Noire | 23 april 2000     | WK 2002 kwalificatie                              | Congo-Brazzaville − Equat.-Guinea | 2 − 1   |
| 5  | Bata         | 4 maart 2006      | Vriendschappelijk                                 | Equat.-Guinea − Congo-Brazzaville | 2 − 1   |
| 6  | Ndjamena     | 5 maart 2007      | Vriendschappelijk                                 | Congo-Brazzaville − Equat.-Guinea | 2 − 1   |
| 7  | Bata         | 17 januari 2015   | Afrika Cup 2015                                   | Equat.-Guinea − Congo-Brazzaville | 1 − 1   |
| 8  | Malabo       | 22 september 2019 | African Championship of Nations 2020 kwalificatie | Equat.-Guinea − Congo-Brazzaville | 2 − 2   |
| 9  | Brazzaville  | 20 oktober 2019   | African Championship of Nations 2020 kwalificatie | Congo-Brazzaville − Equat.-Guinea | 1 − 0   |
| 10 | Malabo       | 21 december 2024  | African Championship of Nations 2024 kwalificatie | Equat.-Guinea − Congo-Brazzaville | 0 − 0   |
| 11 | Brazzaville  | 29 december 2024  | African Championship of Nations 2024 kwalificatie | Congo-Brazzaville − Equat.-Guinea | 2 − 1   |

## Samenvatting
| Competitie                            | Totaal gespeeld | Winst Congo-Brazz. | Gelijk | Winst Equat.-Guinea | Doelsaldo Congo-Brazz. – Equat.-Guinea |
| ------------------------------------- | --------------- | ------------------ | ------ | ------------------- | -------------------------------------- |
| WK-kwalificatie                       | 2               | 2                  | 0      | 0                   | 5 − 2                                  |
| Afrika Cup                            | 1               | 0                  | 1      | 0                   | 1 − 1                                  |
| African Championship of Nations-kwal. | 4               | 2                  | 2      | 0                   | 5 − 3                                  |
| Vriendschappelijk                     | 4               | 3                  | 0      | 1                   | 11 − 4                                 |
| Totaal                                | 11              | 7                  | 3      | 1                   | 22 − 10                                |

Wedstrijden bepaald door strafschoppen worden, in lijn met de FIFA, als een gelijkspel gerekend.
FCF · 
Vrouwenelftal van Congo-Brazzaville
1960–1969 ·
1970–1979 ·
1980–1989 ·
1990–1999 ·
2000–2009 ·
2010–2019 ·
2020−2029
1960 ·
1961 ·
1962 ·
1963 ·
1964 · 
1965 ·
1966 · 
1967 ·
1968 · 
1969 ·
1970 · 
1971 ·
1972 · 
1973 ·
1974 · 
1975 · 
1976 ·
1977 · 
1978 ·
1979 ·
1979 · 
1980 ·
1980 · 
1981 ·
1982 ·
1983 ·
1984 · 
1985 ·
1986 · 
1987 ·
1988 · 
1989 ·
1990 · 
1991 ·
1992 · 
1993 ·
1994 · 
1995 ·
1996 · 
1997 ·
1998 · 
1999 ·
2000 · 
2001 ·
2002 · 
2003 ·
2004 · 
2005 · 
2006 ·
2007 · 
2008 ·
2009 · 
2010 · 
2011 ·
2012 · 
2013 · 
2014 ·
2015 ·
2016 ·
2017 ·
2018 ·
2019 ·
2020 ·
2021 ·
2022 ·
2023
Algerije ·
Angola ·
Benin ·
Burkina Faso ·
Burundi ·
Canada ·
Centraal-Afrikaanse Republiek ·
Congo-Kinshasa ·
Egypte ·
Equatoriaal-Guinea ·
Ethiopië ·
Gabon ·
Gambia ·
Ghana ·
Guinee ·
Guinee-Bissau ·
Ivoorkust ·
Kaapverdië ·
Kameroen ·
Kenia ·
Liberia ·
Libië ·
Madagaskar ·
Malawi ·
Mali ·
Marokko ·
Mauritanië ·
Mauritius ·
Mozambique ·
Namibië ·
Niger ·
Nigeria ·
Noord-Korea ·
Oeganda ·
Rwanda ·
Sao Tomé en Principe ·
Saoedi-Arabië ·
Senegal ·
Sierra Leone ·
Soedan ·
Swaziland ·
Tanzania ·
Thailand ·
Togo ·
Tsjaad ·
Tunesië ·
Zambia ·
Zimbabwe ·
Zuid-Afrika ·
Zuid-Soedan
FEF · A-internationals · Selecties · Equatoriaal-Guinees vrouwenelftal
1970 – 1979 · 
1980 – 1989 · 
1990 – 1999 · 
2000 – 2009 · 
2010 – 2019 ·
2020 − 2029
1975 · 
1976 · 
1977 · 
1978 · 1979 · 1980 · 
1981 · 
1982 · 1983 · 
1984 · 
1985 · 
1986 · 
1987 · 
1988 · 
1989 · 
1990 · 
1991 · 1992 · 1993 · 1994 · 1995 · 1996 · 1997 · 
1998 · 
1999 · 
2000 · 
2001 · 
2002 · 
2003 · 
2004 · 
2004 · 
2005 · 
2006 · 
2007 · 
2008 · 
2009 · 
2010 · 
2011 · 
2012 · 
2013 · 
2014 · 
2015 · 
2016 · 
2017 ·
2018 ·
2019 ·
2020 ·
2021 ·
2022 ·
2023 ·
2024
Algerije ·
Andorra ·
Angola ·
Benin ·
Botswana ·
Burkina Faso ·
Cambodja ·
Centraal-Afrikaanse Republiek ·
Congo-Brazzaville ·
Congo-Kinshasa ·
Djibouti ·
Egypte ·
Estland ·
Gabon ·
Gambia ·
Ghana ·
Guinee ·
Guinee-Bissau ·
Ivoorkust ·
Kaapverdië ·
Kameroen ·
Kenia ·
Kosovo ·
Libanon ·
Liberia ·
Libië ·
Madagaskar ·
Malawi ·
Mali ·
Marokko ·
Mauritanië ·
Mauritius ·
Namibië ·
Niger ·
Nigeria ·
Rwanda ·
Saoedi-Arabië ·
Sao Tomé en Principe ·
Senegal ·
Sierra Leone ·
Soedan ·
Spanje ·
Tanzania ·
Togo ·
Tsjaad ·
Tunesië ·
Zambia ·
Zuid-Afrika ·
Zuid-Soedan